# Dwight Twilley
Dwight Twilley, född 6 juni 1951 i Tulsa, Oklahoma, död 18 oktober 2023 i Tulsa, Oklahoma, var en amerikansk sångare, gitarrist och låtskrivare. Hans musik associeras framförallt med powerpop. Twilley bildade tillsammans med Phil Seymour bandet Oister 1967. I samband med att gruppen fick skivkontrakt på Shelter Records 1974 döptes gruppen om till Dwight Twilley Band. Deras första singel "I'm on Fire" blev en singelhit i USA 1975, trots ett minimum av marknadsföring. Gruppens debutalbum Sincerely gavs ut försenat 1976 och vid det laget hade intresset för gruppen svalnat. Twilley inledde en solokarriär 1979 och fick senare en hit med låten "Girls" 1984.

## Diskografi, studioalbum
- Sincerely, 1976 (Dwight Twilley Band)
- Twilley Don't Mind, 1977 (Dwight Twilley Band)
- Twilley, 1979
- Scuba Divers, 1982
- Jungle, 1984
- Wild Dogs, 1986
- Tulsa, 1999
- The Luck, 2001
- Green Blimp, 2010
- Soundtrack, 2011
- Always, 2014